# Благовещение (празник)
Вижте пояснителната страница за други значения на Благовещение.
Благовещение е християнски празник, посветен на Благовещението, евангелско събитие, при което Богородица научава, че ще бъде майка на Иисус Христос. Празникът се отбелязва на 25 март и се почита от всички основни християнски деноминации (православие, католицизъм, протестантство).
Благовещение е и важен български народен празник, като е известен и с наименованията Благовец, Благоец, Благовещене, Благощене, Благостене.
На този ден е празнуван и храмовият празник на храма „Света София“ (от гр. – „Божия премъдрост“), чието име носи и столицата на България.

## Имен ден
Денят е имен ден за хората, чиито имена са свързани с идеята за благодат, като: Блага, Благо, Благодар, Благовест, Благовеста, Благой, Благойна, Вангел, Вангелия, Евангелина.

## Български обичаи
Макар да е във Великия Пост, поради голямата празничност на Благовещение, по изключение на този ден може да се яде риба, затова обикновено тя присъства на трапезата. По традиция често се приготвя рибник – риба с ориз. Пече се пита, която се намазва с мед и се раздава на съседи и близки. Празникът съвпада с началото на пролетта и затова традиционно се приготвя и „нещо зелено“ (коприва, спанак, лапад и др.)
На този ден се смята (конкретно в България), че прелетните птици долитат от южните страни (от Африка) и се очаква да закуква първата кукувица и се предполага, че мечките се събуждат от зимния си сън. Според популярно поверие, ако човек тогава е сит/добре нахранен и носи желязна (или въобще от по-яка метална сплав) пара/монета в джоба си, той ще има желязно/крепко здраве и пълен джоб с пари през годината. Същевременно излизането от дома рано сутрин на младите моми (неомъжените девойки) се възприема по традиция като опасно предвид възможността за нежелателна среща със самодива.
Други поверия, свързани с празника, се отнасят по един или друг начин до змиите и техните ухапвания (разбирани и в символичен план). Например традицията предписва жените да не докосват игли, куки или конци, за да се избегне змийско ухапване. Също с тази цел се провеждат и пролетни почиствания, както и обредни паления и прескачания (главно от децата) на огньове. Това е свързано и с т.нар. гонене на змии, което се смята за облагоприятствано от това, че през деня (този път) всяка отрова губела силата си. Освен това се смята, за по-безопасно на Благовещение, дупченето на ушите на малките момичета, за поставяне на обеци, понеже – според поверието – по-леко и по-бързо зарастват всички рани.

## Други
На Благовец е наречена улица в квартал „Триъгълника-Надежда“ в София (Карта).